# Gashi Pandita Gonpo Ngodrub Rabten
Gashi Pandita Gonpo Ngodrub Rabten (tibétain : དགའ་བཞི་པནདིཏ་མགོན་པོ་དངོས་གྲུབ་རབ་བརྟན, Wylie : dga' bzhi pandita mgon po dngos grub rab brtan) mieux connu sous le nom de Doring Paṇḍita (1721–1792) est un homme politique tibétain. Il est Kalön du Kashag de 1740 à 1783.

## Biographie
Gashi Pandita Gonpo Ngodrub Rabten est le fils de Khangchenné Sönam Gyalpo assassiné en 1727.
Polhané Sönam Topgyé a soutenu la veuve et les trois fils de Khangchenné Sönam Gyalpo en mariant sa fille avec les deux fils de Khangchenne, Gonpo Ngodrub Rabten, plus connu sous le nom de Doring Paṇḍita, et son frère.
Sous le règne de Polhané Sönam Topgyé, Doring Paṇḍita devient un homme politique puissant du Tibet, et devient ministre de 1740 à 1783. Sous son patriarcat, la famille Doring obtient richesse, influence politique et statut social considérables. Le premier fils de Doring Paṇḍita, Pasang Tsering (1730-1788), épouse Dokhar Rinchen Kyidzom (1739-1797), fille de Dokhar Zhabdrung Tsering Wanggyel (1697-1763), un allié et collègue ministre de Doring Paṇḍita au kashag.